# Resonancia límbica
La Resonancia límbica es un concepto teórico según el cual la capacidad de compartir estados emocionales profundos se origina en el sistema límbico del cerebro. Estos estados incluyen el circuito de la dopamina que promueve sentimientos de armonía empática, y el circuito de la norepinefrina que origina estados emocionales de miedo, ansiedad e ira.

## Historia del concepto
El concepto fue presentado en el libro A General Theory of Love (2000), y es uno de los tres conceptos interrelacionados centrales de la premisa central del libro: que a la química del cerebro y del sistema nervioso la afectan de manera medible nuestros seres más allegados (resonancia límbica); que nuestros sistemas se sincronizan con el de otros de un modo que tiene profundas implicaciones para la personalidad y la salud emocional a lo largo de toda la vida (regulación límbica); y que estos patrones se pueden modificar mediante prácticas terapéutica (revisión límbica).: 170 
En otras palabras, se refiere a la capacidad de empatía y de conexión no verbal presente en los mamíferos, y que forma parte de la base de nuestras relaciones sociales así como de los fundamentos de diversas modalidades terapéuticas. Según los autores (Thomas Lewis, M.D, Fari Amini, M.D. and Richard Lannon, M.D.), nuestro sistema nervioso no es independiente, sino que más bien se sintoniza de modo demostrable con quienes nos rodean y comparten con nosotros una conexión cercana. "En el esplendor de su nuevo cerebro, los mamíferos desarrollaron una capacidad que llamamos 'resonancia límbica', una sinfonía de intercambio mutuo y adaptación interna mediante la cual cada uno de dos mamíferos se ponen en sintonía con los estados internos del otro."
Esta noción de resonancia límbica se construye sobre formulaciones previas e ideas similares. Por ejemplo, los autores vuelven a exponer en detalle los notables experimentos de Harry Harlow que establecieron la importancia del contacto físico y el afecto en el desarrollo cognitivo y social de los monos rhesus. También utilizan ampliamente investigaciones subsecuentes de Tiffany Field sobre el contacto madre-niño, de Paul D. MacLean sobre el cerebro triúnico (reptiliano, límbico, y neocórtex), y la obra de G.W. Kraemer.

## Uso posterior de la expresión
Desde la primera edición de A General Theory of Love en 2000, la expresión "resonancia límbica" ha cobrado popularidad en autores e investigadores posteriores. Esta expresión proporciona un mayor grado de especificidad actual de la literatura psicológica sobre la importancia de la empatía y el relacionamiento. A handbook of Psychology (2003) traza un claro camino que va desde Winnicott (1965) que identifica el concepto de madre e hijo como un organismo relacional o díada: 92  hasta analizar la interrelación de respuestas sociales y emocionales con el desarrollo neurológico y el papel del sistema límbico en regular la respuesta al estrés.: 117 
La resonancia límbica también es llamada "resonancia empática", por ejemplo en el libro Empathy in Mental Illness (2007), que establece la centralidad de la empatía, o de su ausencia, en una serie de patologías sociales e individuales. Los autores Farrow y Woodruff citan la obra de Maclean, 1985, para sostener que la "empatía quizás sea el corazón del desarrollo de los mamíferos, de la regulación límbica y de la organización social",: 50  al igual que la investigación de Carr y otros (2003) que utilizaron la imagen por resonancia magnética funcional para mapear la actividad cerebral durante la observación e imitación de expresiones faciales emocionales, y concluyeron que "entendemos los sentimientos de los demás mediante un mecanismo de acción representación que da forma al contenido emocional y que nuestra resonancia empática se basa en la experiencia de nuestros cuerpos en acción y de las emociones asociadas con movimientos corporales específicos".: 179  Otros estudios citados analizan el vínculo entre neuronas espejo (activadas durante tal actividad mímica) y el sistema límbico, por ejemplo los de Chartrand & Bargh (1999): "Las áreas de neuronas espejo parecen monitorear esta interdependencia, esta intimidad, este sentido de acción colectiva que proviene de las interacciones sociales y que se vincula estrechamente con la habilidad para hacer resonancia empática.": 317 
La resonancia límbica y la regulación límbica también se mencionan como "contagio emocional", por ejemplo en el trabajo de Sigal Barsade y otros colegas de la Yale School of Management.
En The Wise Heart, el maestro budista Jack Kornfield se hace eco de la metáfora musical de la definición original de "resonancia límbica" que ofrecen los autores Lewis, Amini y Lannon en A General Theory of Love, y correlaciona estos hallazgos de la psicología occidental con las doctrinas del budismo: "Cada vez que nos encontramos con otros seres humanos y honramos su dignidad, ayudamos a quienes nos rodean. Sus corazones resuenan con el nuestro exactamente del mismo modo que las cuerdas de un violín sin tañir vibran con los sonidos de un violín cercano al que están tocando. La psicología occidental ha documentado este fonómeno del 'contagio emocional' o resonancia límbica. Si una persona llena de pánico u odio entra en una habitación, lo sentimos de inmediato, y a menos que seamos muy mentales, el estado de negatividad de tal persona comenzará a apoderarse de nosotros. Cuando una persona alegremente expresiva entra en una habitación, también podemos sentir ese estado."
En marzo de 2010, citando A General Theory of Love, Kevin Slavin se refirió a la resonancia límbica al considerar la dinámica de la televisión social. Slavin sugirió que las risas grabadas se desarrollaron para darle al televidente solitario la sensación de tener a otros riéndose a su alrededor, y que la resonancia límbica explica la necesidad de esa audiencia que ríe.